# Île Rowley (Canada)
L'île Rowley (Rowley Island en anglais) est une île inhabitée située dans le bassin de Foxe, à proximité de l'île de Baffin. Sa superficie est de 1 090 km2. Cette île porte le nom de l'explorateur anglais Graham Westbrook Rowley.